# Melittia chalybescens
Melittia chalybescens is een vlinder uit de familie wespvlinders (Sesiidae), onderfamilie Sesiinae.
Melittia chalybescens is voor het eerst wetenschappelijk beschreven door Miskin in 1892. De soort komt voor in het Australaziatisch gebied.